# Hoa hậu Toàn quốc Báo Tiền Phong 1992
Hoa hậu Toàn quốc báo Tiền Phong 1992 là cuộc thi hoa hậu toàn quốc lần thứ 3 do Báo Tiền Phong đứng ra tổ chức. Đêm chung kết được tổ chức ở Nhà thi đấu Phan Đình Phùng, Thành phố Hồ Chí Minh. Người chiến thắng là Hà Kiều Anh, đến từ Thành phố Hồ Chí Minh.

## Kết quả
| Kết quả                                                                                                  | Thí sinh                                                                                                | Vị trí quốc tế |
| Hoa hậu Toàn quốc Báo Tiền Phong 1992 (World Miss University Vietnam 1993) (Miss New Model Vietnam 1998) | - Hà Kiều Anh                                                                                           | - Top 5 – Hoa hậu Sinh viên Thế giới 1993 - Á hậu 2 – Người mẫu Đông Nam Á 1995 - Á hậu 1 – Miss New Model International 1998 |
| Á hậu 1                                                                                                  | - Vi Thị Đông                                                                                           | |
| Á hậu 2                                                                                                  | - Nguyễn Minh Phương                                                                                    | |
| Top 5 | - Mạc Lê Đan Thanh - Lê Thu Hiền                                                                        | |
| Top 10                                                                                                   | - Đặng Thị Bình Minh - Bùi Thị Thanh Huệ - Nguyễn Thị Thu Nga - Trần Hương Giang - Trần Thị Thiên Hương | |

## Top 16 thí sinh tham dự vòng chung kết
| STT | Thí sinh                | Năm sinh | Chiều cao | Các số đo | Quê quán              | Danh hiệu                                                       |
| 1   | Hà Kiều Anh             | 1976     | 1m69      | 85-61-88  | Thành phố Hồ Chí Minh | Hoa hậu Toàn quốc Báo Tiền Phong 1992 Người đẹp ứng xử tốt nhất |
| 2   | Vi Thị Đông             | 1975     | 1m70      | 84-65-88  | Hà Nội                | Á hậu 1 Người đẹp sở hữu đôi mắt đẹp nhất                       |
| 3   | Nguyễn Minh Phương      | 1970     | 1m70      | 80-61-89  | Tuyên Quang           | Á hậu 2 Trang phục tự chọn đẹp nhất                             |
| 4   | Mạc Lê Đan Thanh        | 1975     | 1m68      | 77-63-90  | Quảng Nam - Đà Nẵng   | Top 5 Người đẹp sở hữu mái tóc đẹp nhất                         |
| 5   | Lê Thu Hiền             | 1974     | 1m68      | 84-61-88  | Hà Nội                | Top 5 Người đẹp hình thể                                        |
| 6   | Đặng Thị Bình Minh      | 1973     | 1m63      | 86-65-88  | Thành phố Hồ Chí Minh | Top 10                                                          |
| 7   | Bùi Thị Thanh Huệ       | 1976     | 1m58      | 79-60-84  | Thanh Hóa             | Top 10 Người đẹp có gương mặt khả ái                            |
| 8   | Nguyễn Thị Thu Nga      | 1974     | 1m62      | 85-61-87  | Hà Nội                | Top 10 Người đẹp Ảnh                                            |
| 9   | Trần Hương Giang        | 1972     | 1m65      | 84-61-92  | Thành phố Hồ Chí Minh | Top 10 Người đẹp trình diễn đẹp nhất                            |
| 10  | Trần Thị Thiên Hương    | 1968     | 1m61      | 79-61-87  | Thành phố Hồ Chí Minh | Top 10                                                          |
| 11  | Lê Vân Trang            | 1974     | 1m69      |           | Hà Nội                |                                                                 |
| 12  | Lưu Nguyễn Ái Long Châu | 1975     | 1m63      |           | Thành phố Hồ Chí Minh |                                                                 |
| 13  | Ngô Vân Hạnh            | 1974     | 1m64      |           | Hà Nội                |                                                                 |
| 14  | Nguyễn Thị Tuyết Nương  | 1974     | 1m66      |           | Minh Hải              |                                                                 |
| 15  | Lê Vân Dung             | 1975     | 1m61      |           | Hà Nội                |                                                                 |
| 16  | Phan Anh Thu            | 1974     | 1m62      |           | Cần Thơ               |                                                                 |

## Thông tin khác của thí sinh
- Hà Kiều Anh khi đăng quang vừa tròn 16 tuổi, sau khi đăng quang Hoa hậu Toàn Quốc 1992 cô được cử sang Hàn Quốc tham dự cuộc thi Hoa hậu Sinh viên Thế giới năm 1993 và được chọn vào Top 5 thí sinh xuất sắc nhất. Năm 1994 cô tiếp tục tham dự cuộc thi Tìm kiếm Người mẫu thời trang châu Á do tạp chí Thời trang trẻ phối hợp với công ty Cát Tiên Sa tổ chức (nay được gọi là Siêu mẫu Việt Nam) và cô đã giành giải 1 chung cuộc. Năm 1998 cô cùng Người đẹp Noel 1992 Trương Ngọc Ánh và Á khôi miền Đông Nam Bộ 1996 Đỗ Bích Ngọc đại diện Việt Nam sang Ai Cập tham dự cuộc thi Miss New Model International, tại đây cô đăng quang danh hiệu Á hậu 1 và một số giải phụ khác như: Gương mặt ăn ảnh nhất, Trang phục đẹp nhất...
- Vi Thị Đông là Hoa khôi các tỉnh phía Bắc 1992.
- Nguyễn Minh Phương là Á khôi 1 các tỉnh phía Bắc 1992
- Lê Thu Hiền là Á khôi 2 các tỉnh phía Bắc 1992
- Đặng Thị Bình Minh sau đó đoạt giải 1 Diễn viên triển vọng 1993 (Hoa hậu Điện ảnh)

## Dự thi quốc tế
| Cuộc thi                          | Tên         | Danh hiệu | Thứ hạng      | Giải thưởng đặc biệt |
| --------------------------------- | ----------- | --------- | ------------- | -------------------- |
| World Miss University 1993        | Hà Kiều Anh | Hoa hậu   | Top 5         | Miss Taejon          |
| Người mẫu Đông Nam Á 1995         | Hà Kiều Anh | Hoa hậu   | 2nd Runner-up | Best Body            |
| Miss New Model International 1998 | Hà Kiều Anh | Hoa hậu   | 1st Runner-up | Best Face Best Dress |